# Colonnello brigadiere
Il colonnello brigadiere o colonnello maggiore o colonnello senior o colonnello anziano o primo colonnello è un grado di ufficiale solitamente collocato tra un colonnello e un generale di brigata britannico o statunitense.

## Uso
Nella Germania nazista, un grado equivalente al colonnello senior era Oberführer, utilizzato sia dalle SA che dalle SS. Nelle specialità delle Allgemeine-SS (SS generiche) e delle Waffen-SS (SS combattenti) il grado di Oberführer era ampiamente in uso. Il grado non esisteva nell'esercito (Heer), sebbene nella Kriegsmarine vi fosse grado equivalente di Kommodore.
La maggior parte degli eserciti occidentali tende ad equiparare un colonnello anziano al livello di un "generale di brigata", ma tuttavia non sempre è così; le nazioni che mantengono il grado di colonnello senior possono anche avere cinque gradi generali (la maggior parte di queste nazioni ha anche il grado di colonnello generale). Il colonnello anziano non appartiene ai generali, ma è semplicemente l'ufficiale sul campo più alto in grado prima degli ufficiali generali. In questo senso, il grado è paragonabile al grado di brigadiere dell'esercito britannico e di alcuni altri eserciti del Commonwealth.
Un titolo simile al colonnello anziano è quello di primo capitano, utilizzato anche nella maggior parte dei paesi comunisti, ma tuttavia in uso anche in alcuni eserciti occidentali.
Il termine colonnello senior è utilizzato anche in modo informale e non ufficiale nell'esercito americano per i colonnelli che sono stati selezionati per la promozione a generale di brigata ma non ancora effettivamente promossi, o per i colonnelli veterani particolarmente esperti e influenti.
Nell'esercito portoghese, un colonnello in attesa di promozione al grado di ufficiale generale è ufficialmente designato coronel tirocinado (che letteralmente in portoghese significa "colonnello esperto"), con un'insegna di grado adeguata. Alle strisce di grado di colonnello viene aggiunta una stella d'argento. Tra il 1929 e il 1937 i coronel tirocinado furono chiamati brigadeiro, utilizzando il distintivo attualmente in uso

## Italia
Nel Regio Esercito, nel corso della prima guerra mondiale, venne creato il grado di colonnello brigadiere per indicare il colonnello in comando di brigata, che, sul finire del conflitto venne trasformato in brigadier generale e inserito nella categoria degli ufficiali generali. Attualmente nell'Esercito Italiano pur non esistendo la figura del colonnello brigadiere esiste la figura del Colonnello comandante di brigata, il cui distintivo di grado è uguale a quello del generale di brigata, ma con la stelletta di colore argento bordata di rosso.
Distintivo di grado per paramano di colonnello brigadiere e di brigadier generale del Regio Esercito

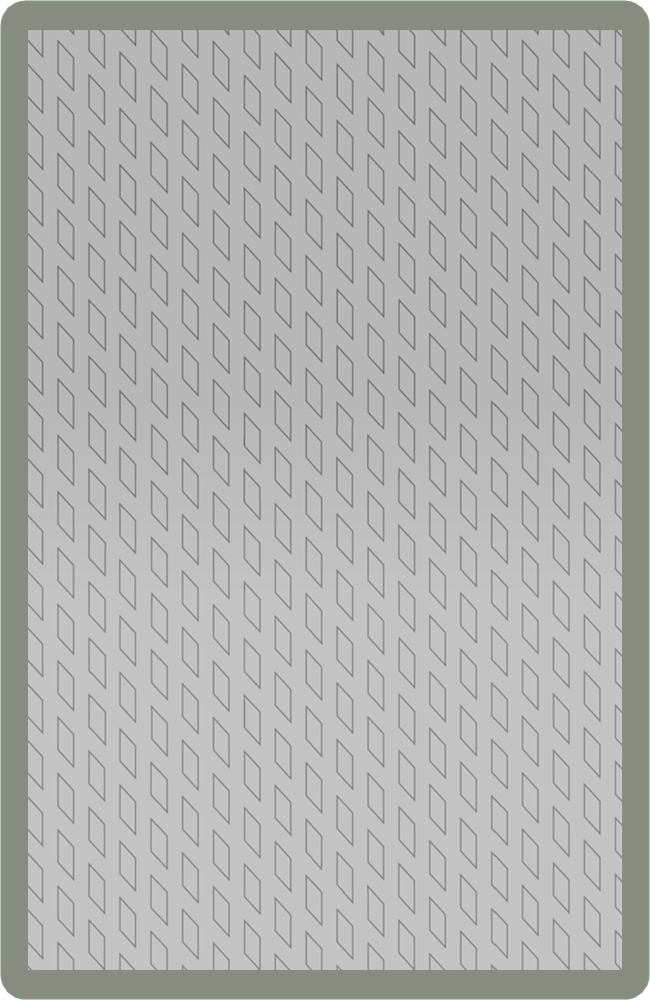
distintivo di colonnello brigadiere del Regio Esercito
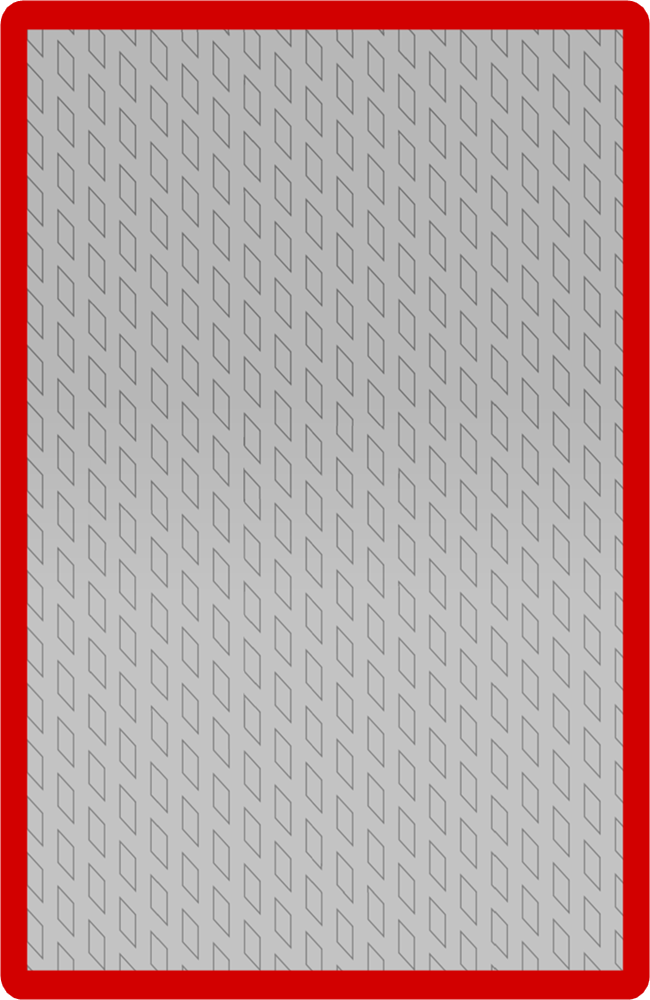
distintivo di brigadier generale del Regio Esercito
distintivo di grado di colonnello con funzioni del grado superiore dell'EI
distintivo di grado di colonnello a titolo onorifico dell'Esercito Italiano

## Argentina

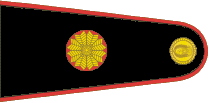
Distintivo di grado di Coronel Mayor dell'Ejército Argentino

In Argentina esiste un grado intermedio tra il coronel e il general de brigada che è il Coronel Mayor, che nella gerarchia militare dei gradi è un grado onorario conferito a colonnelli con maggiore anzianità nel loro grado o ai colonnelli che pur essendo stati promossi al grado successivo non hanno potuto avere incarichi nel grado per mancanza di posti vacanti per la lor carica.
Il distintivo di grado è un sole dorato bordato di rosso invece dei tre soli dorati che costituiscono il distintivo di grado di colonnello.
Il grado di Coronel Mayor è omologo nella Fuerza Aérea Argentina al grado di Comodoro mayor e nella Armada Argentina al grado di Comodoro de Marina.
Nell'Esercito Italiano il grado è equiparabile al colonnello in comando di brigata o al colonnello a titolo onorifico.

## Paesi arabi
Nele forze armate dei Paesi arabi esiste un grado omologabole al colonnello in comando di brigata dell'Esercito Italiano denominato Amīd (arabo: عميد) traslitterato: Amīd; letteralmente: Decano), il cui significato è quello di ufficiale che comanda 10.000 soldati. Il grado è superiore al grado di colonnello (arabo: عقيد; traslitterato: Aqīd) e inferiore al maggior generale (arabo: لواء; traslitterato: Līwa'ā).
Nell'esercito egiziano durante la dominazione ottomana la denominazione il grado omologo al Colonnello brigadiere era Amiralay (arabo: أمير آلاي), che era un calco linguistico del turco ottomano Miralay o Mîr-i alay (turco ottomano: أمير آلاي). Essendo l'Egitto, a partire dal 1882 diventato de facto un protettorato britannico, all'epoca dei Chedivè e poi nel protettorato britannico de jure e nel Regno d'Egitto il grado di Amiralay divenne omologo del brigadiere del British Army, a differenza del miralay dell'esercito ottomano che rimase omologo dell'attuale colonnello dell'esercito turco. Dopo la rivoluzione egiziana del 1952, che ha abolito la monarchia e trasformato l'Egitto in una repubblica, in seguito alla ristrutturazione dei gradi dell'esercito egiziano del 1958 il grado di Amiralay venne sostituito con il grado di Amīd.

## Immagini

Colonel major (Forze armate del Burkina Faso)[7]
Primer coronel (Ejército Revolucionario)[8]
Colonel major} (Forces Republicaines de Cote d'Ivoire)[9]
Colonel major (Forze armate maliane)[10]
Colonel major Armée royale[11]
Coronel-tirocinado (Exército Português)[12]
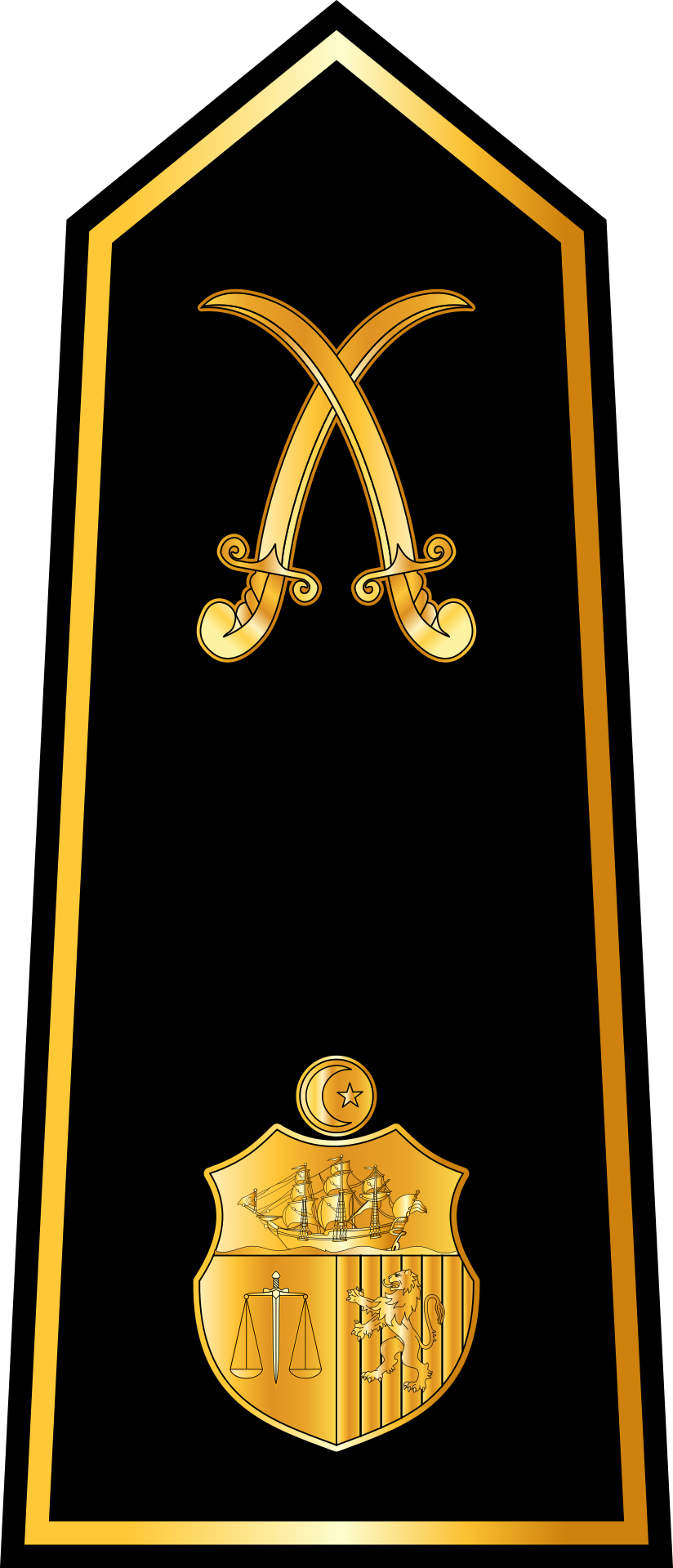
Colonel major in arabo عميد‎?, Amid (Tunisia)
Överste av 1. graden (Esercito svedese)
Oberführer (Schutzstaffel)